# Othoes floweri
Espèce
Othoes floweri est une espèce de solifuges de la famille des Galeodidae.

## Distribution
Cette espèce est endémique du Soudan. Elle se rencontre vers Wadi Halfa.

## Description
La femelle holotype mesure 22,5 mm.

## Étymologie
Cette espèce est nommée en l'honneur de Stanley Smyth Flower.

## Publication originale
- Hirst, 1911 : Scorpions and Solifugae collected by Captain S. S. Flower in the Anglo-Egyptian Sudan. Annals and Magazine of Natural History, sér. 8, vol. 7, p. 217-222 (texte intégral).